# Misuri
Misuri (angleško Missouri, [mizúri]; dobesedni pomen mesto velikih kanujev) je zvezna država Združenih držav Amerike v regiji Srednjega zahoda. Po površini ozemlja je na 21. mestu in meji na osem zveznih držav (s Tennesseejem tekmuje za največje število): Iowo na severu, Illinois, Kentucky in Tennessee na vzhodu, Arkansas na jugu ter Oklahomo, Kansas in Nebrasko na zahodu. Na jugu je gozdnato hribovje Ozarks, ki zagotavlja les, minerale in kraj za rekreacijo. Reka Misuri, po kateri se zvezna država imenuje, teče skozi sredino države in se izliva v reko Misisipi, ki predstavlja vzhodno mejo države. Z več kot šestimi milijoni prebivalcev je Misuri 19. najbolj naseljena zvezna država. Največja urbana območja so St. Louis, Kansas City, Springfield in Columbia; glavno mesto je Jefferson City.
Ljudje poseljujejo Misuri že vsaj 12.000 let. Misisipijska kultura, ki se je razvila v 9. stoletju, je gradila mesta in gomile, preden je v 14. stoletju propadla. Evropski raziskovalci, ki so prispeli v 17. stoletju, so naleteli na ljudstvi Osage in Misurija. Francozi so ozemlje vključili v Louisiano ter ustanovili mesti Ste. Genevieve leta 1735 in St. Louis leta 1764. Po kratkem obdobju španske vladavine so leta 1803 Misuri kupile Združene države v okviru Louisianskega nakupa. Na novo Misursko ozemlje so se trumoma priselili Američani iz Višavskega juga. Misuri je bil v okviru Misurskega kompromisa leta 1820 sprejet kot suženjska država. Na območju Boonslick v Srednjem Misuriju so se naselili številni iz Virginije, Kentuckyja, in Tennesseeja. Kmalu nato so številni nemški priseljenci ustanovili Misursko Porenje.
Misuri je imel osrednjo vlogo v širjenju Združenih držav proti zahodu, kar obeležuje spomenik Gateway Arch. V Misuriju so se začeli Pony Express, Oregonska pot, Santafejska pot in Kalifornijska pot. Kot mejna država je bila vloga Misurija v ameriški državljanski vojni kompleksna, saj so tu potekali boji med konkurenčnimi vladami, plenjenja in gverilsko bojevanje. Po vojni sta postala središči industrializacije in poslovanja Veliki St. Louis in metropolitansko območje Kansas Cityja. Danes se država deli v 114 okrožij in neodvisno mesto St. Louis.
Misuijska kultura združuje elemente srednjezahodnih in južnih zveznih držav. Je kraj rojstva glasbenih zvrsti ragtime, kansaški jazz in sentluiški blues. V državi in prek njenih meja je mogoče najti dobro poznani kansaški žar (barbecue) in manj znani sentluiški žar. Misuri je pomembno območje pivovarstva in ima eno od najbolj permisivnih alkoholnih zakonodaj v ZDA. Tu so doma Anheuser-Busch, največji proizvajalec piva na svetu in istoimensko vino, ki ga pridelujejo v Misurijskem Porenju in Ozarkih. Zunaj večjih mest države so priljubljeni izletniški cilji Ozarško jezero, jezero Table Rock Lake in Branson.
Med znanimi Misurijci so Chuck Berry, Sheryl Crow, Walt Disney, Edwin Hubble, Nelly, Brad Pitt, Harry S. Truman in Mark Twain. Med največja podjetja spadajo Cerner, Express Scripts, Monsanto, Emerson Electric, Edward Jones Investments, H&R Block, Wells Fargo Advisors, Centene Corporation in O'Reilly Auto Parts. Najbolj znane misurijske univerze so Misurijska univerza, Univerza v Saint Louisu in Washingtonova univerza v St. Louisu.
Misuri so poimenovali »Mati Zahoda« (Mother of the West), »Jamska država« (Cave State) in »Država, ki pokaže« (Show Me State).